# Waleed
Waleed (arabisch وليد Walid, DMG Walīd) ist ein männlicher Vorname arabischer Herkunft. Er bedeutet neugeboren.

## Namensträger

### Waleed
- Waleed Abdullah (* 1986), saudi-arabischer Fußballtorhüter
- Waleed Adel (* 1994), ägyptischer Fußballspieler
- Waleed al-Hayam (* 1991), bahrainischer Fußballspieler
- Waleed Al-Husseini (* 1989), palästinensischer Essayist, Schriftsteller und Blogger
- Waleed bin Ibrahim Al Ibrahim, saudi-arabischer Unternehmer
- Waleed Majid (* 1987), katarischer Poolbillardspieler
- Waleed Taher Radwan (* 1954), saudi-arabischer Diplomat
- Waleed Zuaiter (* 1971), US-amerikanischer Schauspieler

- Yūsuf Walīd al-Marʿī (* 1969), US-amerikanischer Historiker und Islamwissenschaftler, siehe Josef W. Meri

### Variante Walid
- Walid Akl (1945–1997), französischer Pianist libanesischer Herkunft
- Walid Al-Shamsan (* 1980), einer der zehn Imame in der al-Harām-Moschee in Mekka
- Walid Atta (* 1986), äthiopisch-schwedischer Fußballspieler mit eritreischen Wurzeln
- Walid Cheddira (* 1998), marokkanisch-italienischer Fußballspieler
- Walid Dakka (1961–2024), palästinensischer Schriftsteller mit israelischer Staatsbürgerschaft
- Walid Dschumblat (* 1949), libanesischer Politiker
- Walid Khalidi (* 1925), palästinensischer Historiker
- Walid Khan (* 1999), niederländischer Motorradrennfahrer
- Walid Nakschbandi (* 1968), afghanisch-deutscher Journalist, Film- und Fernsehproduzent
- Walid Raad (* 1967), libanesisch-US-amerikanischer Fotokünstler und Hochschullehrer
- Walid Regragui (* 1975), marokkanisch-französischer Fußballspieler und -trainer
- Walid Ribah (* 1941), palästinensischer Schriftsteller und Journalist
- Walid Soliman (* 1975), tunesischer Schriftsteller und Übersetzer

### Variante Oualid
- Oualid Ben-Amor (* 1976), tunesischer Handballspieler und -trainer
- Oualid El Hajjam (* 1991), marokkanisch-französischer Fußballspieler
- Oualid Mokhtari (* 1982), marokkanisch-deutscher Fußballspieler

## Als Familienname
- Al-Abbas ibn al-Walid († 750), arabischer Feldherr
- Kholoud Waleed (* 1984), syrische Journalistin und Dissidentin (Pseudonym)
- Menna Walid (* 2004), ägyptische Squashspielerin
- Muhammad Waleed (* 2004), pakistanischer Fußballspieler

## Nachweise
1. ↑  https://www.behindthename.com/name/walid